# Diespeck
Diespeck – miejscowość i gmina w Niemczech, w kraju związkowym Bawaria, w rejencji Środkowa Frankonia, w regionie Westmittelfranken, w powiecie Neustadt an der Aisch-Bad Windsheim, siedziba wspólnoty administracyjnej Diespeck. Leży na północ od Neustadt an der Aisch, nad rzeką Aisch, przy drodze B470.

## Dzielnice
W skład gminy wchodzą następujące dzielnice: 
| - Diespeck - Bruckenmühle - Dettendorf - Ehe - Hanbach - Klobenmühle | - Neumühle - Obersachsen - Stübach - Untersachsen |

## Polityka
Rada gminy składa się z 16 członków:
|      | CSU | SPD | Forum Obywateli | Razem     |
| 2002 | 7   | 5   | 4               | 16 miejsc |

## Współpraca
Miejscowość partnerska:
- Eymoutiers. Francja